# Eurysa transbaicalica
Eurysa transbaicalica är en insektsart som beskrevs av Kusnezov 1929. Eurysa transbaicalica ingår i släktet Eurysa och familjen sporrstritar. Inga underarter finns listade i Catalogue of Life.